# Max Friedlaender

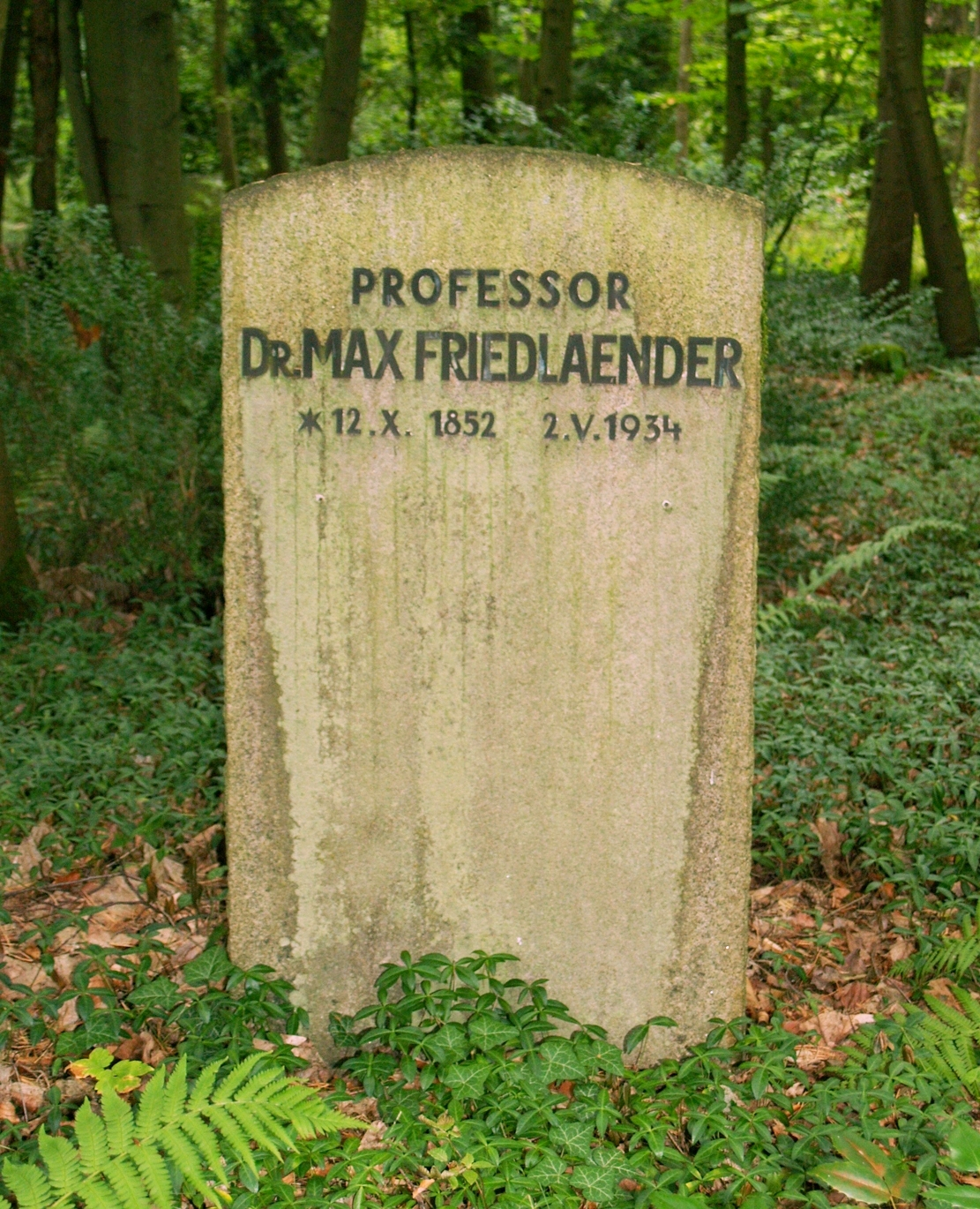
grób Maxa Friedlaendera

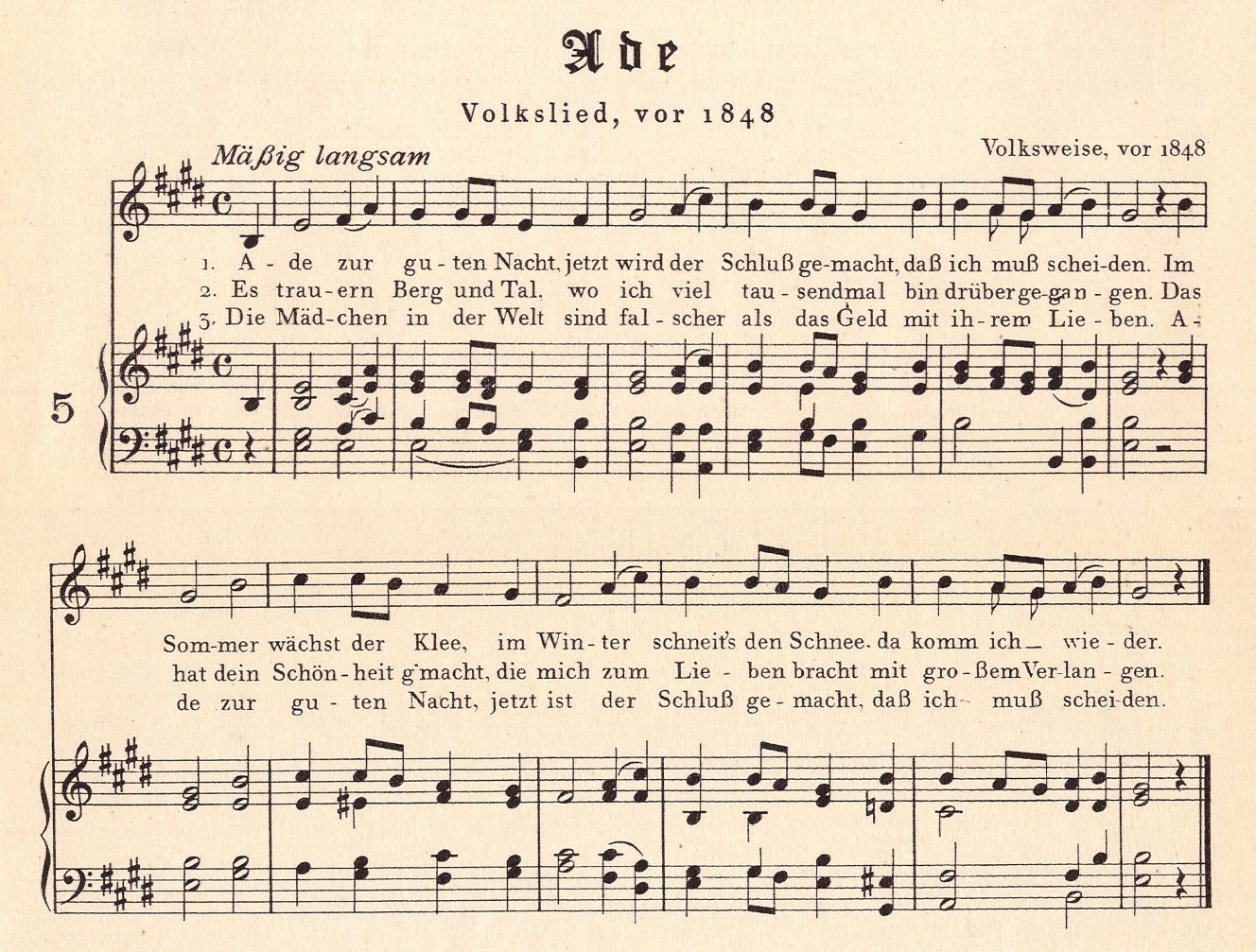

Max Friedlaender (ur. 12 października 1852 w Brzegu, zm. 2 maja 1934 w Berlinie) – muzyk, śpiewak basowy, kompozytor, muzykolog żydowskiego pochodzenia.

## Życiorys
Debiutował w 1880 roku w Londynie jako śpiewak. W latach 1881–1883 studiował śpiew u hiszpańskiego śpiewaka operowego i nauczyciela muzyki Manuela Garcíi w Londynie oraz Juliusa Stockhausena we Frankfurcie, obie szkoły bel canto. W 1883 przeniósł się do Berlina. W 1894 roku jako uczeń Philippa Spitty uzyskał doktorat na Uniwersytecie w Rostocku na podstawie rozprawy na temat Franza Schuberta. W tym samym roku dołączył do Wydziału Muzyki Uniwersytetu Berlińskiego, gdzie wykładał muzykę. W 1894 roku habilitował się z zakresu muzykologii na uniwersytecie w Berlinie. Rozpoczął badania nad niemieckimi pieśniami, zarówno tymi autorstwa kompozytorów, jak i ludowymi. Jego wieloletnie badania zaowocowały wydaniem 3-tomowego dzieła Deutsches Lied im 18. Jahrhundert (1902).
W 1903 roku został profesorem nadzwyczajnym, w 1908 tajnym radcą rządu i w 1918 zwyczajnym profesorem honorowym, a także akademickim dyrektorem muzycznym na uniwersytecie w Berlinie.
W 1911 roku wyjechał do Stanów Zjednoczonych. Wykładał na Uniwersytecie Harvarda w Cambridge (otrzymał tytuł honorowego doktora tej uczelni). Po powrocie zaangażował się w tworzenie archiwum niemieckich pieśni ludowych (Deutscher Volksliedarchiv). Friedlaender opublikował szereg popularnych antologii dzieł m.in. Roberta Schumanna, Feliksa Mendelssohna, Carla Loewe, Ludwiga van Beethovena. Jego opus magnum to dwutomowe studium pieśni niemieckiej w XVIII wieku.
Max Friedlaender zmarł 2 maja 1934 w Berlinie, został pochowany na cmentarzu Südwestkirchhof Stahnsdorf.

## Publikacje[4][6]
- 100 Deutsche Volkslieder
- „Gluck's Klopstocksche Oden” (1886)
- „Ein Hundert Deutsche Volkslieder” (1886)
- Beiträge zur Biographie Franz Schuberts (1887)
- „Beethoven's Schottische Lieder” (1889)
- „Chorschule” (1891)
- „Wiegenlieder” (1894)
- „Gesänge von Beethoven” (1896)
- „Goethe's Gedichte in der Musik” (1896)
- „Haydn's Canons” (1899)
- „Beethoven's Klavier-Rondo” (1900)
- Das deutsche Lied im 18. Jahrhundert, 2 tomy (1902)